# Лентовниця
Лентовниця (пол. Łętownica) — село в Польщі, у гміні Шумово Замбровського повіту Підляського воєводства.
Населення — 277 осіб (2011).
У 1975-1998 роках село належало до Ломжинського воєводства.

## Демографія
Демографічна структура станом на 31 березня 2011 року:
|          | Загалом | Допрацездатний вік | Працездатний вік | Постпрацездатний вік |
| -------- | ------- | ------------------ | ---------------- | -------------------- |
| Чоловіки | 148     | 33                 | 89               | 26                   |
| Жінки    | 129     | 21                 | 71               | 37                   |
| Разом    | 277     | 54                 | 160              | 63                   |